# Mylothris atewa
Mylothris atewa is een vlindersoort uit de familie van de Pieridae (witjes), onderfamilie Pierinae.
Mylothris atewa werd in 1980 beschreven door L. Berger.